# 九天无人机
九天是由中国航空工业集团研制的一款大型无人机系统，2024年11月6日在第十五届中國國際航空航天博覽會首次公开。
“九天”無人機翼展達25米，有效載荷达6吨，装备涡扇-9“秦岭”大推力涡扇发动机。機翼下方配備8個重型掛點，可根据任务需求装备不同类型导弹。“九天”機身中部有「异构蜂巢任务舱」，可装载小型蜂群无人机，“异构蜂巢任务舱”采用了模块化设计，也可以装载巡航导弹、FPV无人机等。